# Central hidroeléctrica Los Molles
La Central hidroeléctrica Los Molles es una planta hidroeléctrica de tipo pasada alimentada por el río Los Molles, ubicada en la región de Coquimbo. Fue una de las obras del gobierno de Gabriel González Videla dentro del Plan Serena o Plan de Fomento y Urbanización de la Provincia de Coquimbo.
En 1947 comenzaron las obras preliminares como mejoramiento y creación del camino para acceder al lugar, sin embargo la construcción de la central recién se inició hasta enero de 1949. En 1952 la central se encontraba concluida e inició su funcionamiento.
La ladera en la que se encuentra la caída de agua tiene pendiente en promedio del 50% dificultando el transporte del material con camiones y se estaba construyendo un funicular, por ello se usaron mulas para trasladar aproximadamente 10 000 toneladas de materiales y 2 millones de litros de agua, mientras el funicular estaba en construcción. Se creó un canal de 17 km de largo, y una altura de caída de 1153 metros. Además se desarrolló una línea de transmisión desde la central hasta Ovalle. El costo total fue de 2.056.703 USD en aquella época.